# Pilot (entreprise)
Pilot Corporation (株式会社パイロットコーポレーション, Kabushiki Kaisha Pairotto Kōporēshon) est un concepteur et fabricant japonais de matériel de bureau depuis le début du XXe siècle, connue en particulier pour ses stylos.

## Histoire

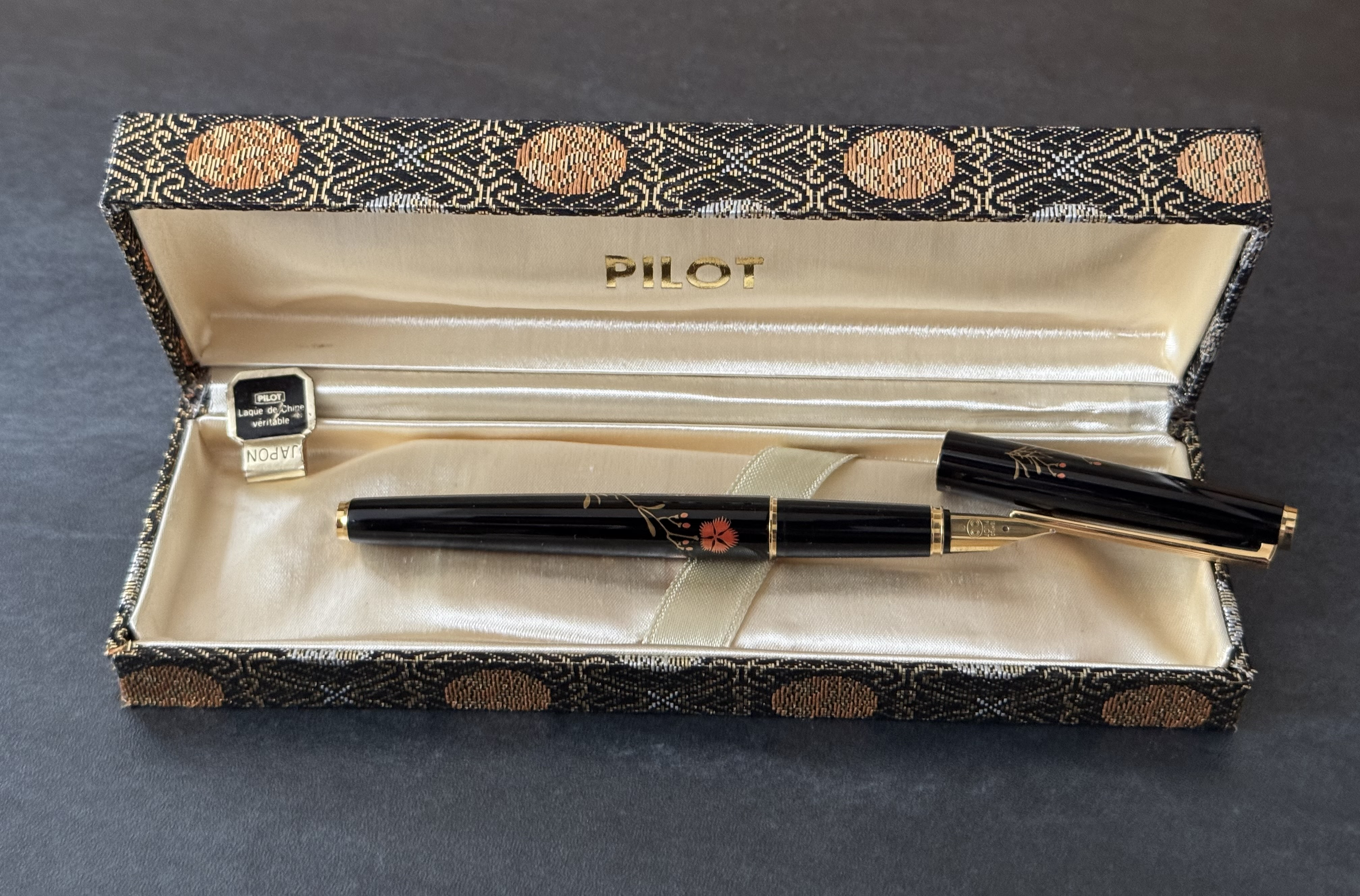
Stylo plume Pilot des années 1970, plaqué or et véritable laque de Chine Namiki avec décor floral peint à la main.

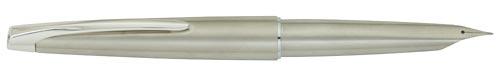
Stylo plume Pilot M90

C’est en 1918 que sont créés les premiers stylos PILOT au Japon. À cette époque le pays s’ouvrait à l’influence britannique et importait les techniques européennes. Des accords et contrats commerciaux se concluaient et rapidement les Japonais, dont l’écriture était peu adaptée aux impératifs des échanges commerciaux, durent simplifier le tracé de leurs idéogrammes et adopter les standards calligraphiques internationaux. De nombreuses manufactures de stylos sont alors fondées au Japon.[réf. nécessaire]
Le fondateur de l’une d’elles, Ryosuke Namiki, ingénieur mécanicien et professeur à l’école de la marine marchande de Tokyo, fut à la fois conquis par l’ingéniosité de ces instruments d’écriture, que ses contemporains appelaient « pinceaux de 10 000 ans » en raison du débit ininterrompu de leur réservoir d’encre, et en même temps convaincu de leurs imperfections.
Il réalisa un prototype puis signa un partenariat avec un de ses collègues, Masao Wada, et lança sa production de stylos-plumes en créant la Namiki Manufacturing Company (株式会社並木製作所, Kabushiki gaisha Namiki seisakusho), au capital de 200 000 yens.
En hommage à la mer, et au dieu Neptune, leur autre passion commune, les deux associés donnèrent à la marque le nom de PILOT, se référant au navire amiral qui trace le sillage de la flotte[réf. nécessaire]. L’entreprise devint en 1938 la Pilot Pen Co Ltd (パイロット萬年筆株式会社, Pairotto mannenhitsu kabushiki gaisha), puis en 1989 la Pilot Corporation (株式会社パイロット, Kabushiki gaisha Pairotto).

## Historique[2]
- 1918 : Création de Namiki Manufacturing Company, précurseur de PILOT Corporation. (Japon)
- 1926 : Des succursales et des bureaux s’établissent à Londres, New York, Shanghai et Singapour. Début de la commercialisation de l’encre à travers le Japon. (Royaume-Uni, Chine et Singapour)
- 1927 : Production et commercialisation des premiers porte-mines PILOT.
- 1938 : Namiki Manufacturing Co. devient PILOT Pen Co.
- 1948 : Création des usines Nagoya Ink Plant et Hiratsuka Plant.
- 1950 : Nagoya Ink Plant devient PILOT Ink Plant, spécialisée dans la fabrication des encres.
- 1954 : Création de l’entité PILOT Pen Do Brazil. (Brésil)
- 1959 : Production et mise sur le marché des premiers marqueurs à encre à base d’huile PILOT.
- 1960 : PILOT Kiko CO. devient Pilot Precision, spécialisée dans les mécanismes de précision des porte-mines et des stylos rétractables.
- 1961 : Première fabrication de stylos bille PILOT.
- 1962 : Introduction à la bourse de Tokyo.
- 1963 : Création du stylo plume PILOT Capless.
- 1966 : Début de la production et de la commercialisation du Wyteboard, marqueur tableau blanc.
- 1967 : Création d’un bureau de liaison en Europe, devenu en 1975 The PILOT Pen (Europe) G.M.B.H. (UE, Allemagne)
- 1972 : Création de l’entité PILOT Corporation Of America. (États-Unis)
- 1976 : Lancement des rollers encre liquide PILOT.
- 1979 : Création de PILOT Pen Co. (Royaume-Uni)
- 1981 : Création à Bologne de Nykor Pilot Pen Italia. (Italie)
- 1984 : Lancement en France du V5.
- 1987 : Création de PILOT Pen (France), devenue PILOT Corporation Of Europe S.A. (France)
- 1993 : Production et commercialisation des premiers stylos bille encre en gel Pilot.
- 1996 : Ouverture de l’usine française d’Allonzier-la-Caille près d’Annecy.
- 1998 : Création de PILOT Pen South Africa - Création de PILOT Pen Deutschland - Changement de logo : un P plus dynamique vient (Afrique du Sud, Allemagne) s’ajouter devant le mot PILOT.
- 1999 : Création de PILOT Pen Sverlege.
- 2001 : Création de PILOT Corporation Of Europe. (UE)
- 2002 : PILOT Group Holdings Corporation est établi. Il s’agit de la fusion entre Pilot Corporation, Pilot Ink Co., Ltd and PILOT Precision Co., Ltd.
- 2003 : Fusion de PILOT Group Holdings Corporation et de PILOT Corporation, le nom retenu à la suite de cette fusion est PILOT Corporation.
- 2008 : PILOT Corporation & Pilot Precision Co., Ltd fusionnent.

## Usines
La grande majorité des produits PILOT sont fabriqués au Japon.
En dehors du Japon, les unités de fabrication PILOT sont implantées au Brésil, aux États-Unis, en France et en Indonésie.
Les usines japonaises sont au nombre de trois :
- Hiratsuka, Préfecture de Kanagawa : c'est l'usine historique du groupe. Elle est spécialisée dans les travaux de grande précision. Les stylos plume, les portemines, les gammes Haute-Écriture et Namiki y sont fabriqués.
- Isesaki, Préfecture de Gunma : on y fabrique des stylos bille encre « ultra soft »[C'est-à-dire ?] et encre en gel ainsi que de mines.
- Pilot Ink Co. à Nagoya, Préfecture d'Aichi : Elle est spécialisée dans la technologie de chimie des encres. L’encre liquide ou l’encre thermo-sensible utilisée pour le FriXion[C'est-à-dire ?] y a été développée.

L'usine française, située à Annecy, fabrique les produits les plus communs à destination de l'Europe : Fineliner, V5, V7, G1, G2, G2 Pixie, G2 Lumini, Alphagel et B2P.

## Partenariats
En France, Pilot était partenaire du club d'Évian Thonon Gaillard et des courses automobiles de voitures électriques du Trophée Andros sur glace.[réf. nécessaire]

## Risques pour la santé
Un test réalisé par l'UFC-Que Choisir a mis en évidence des teneurs particulièrement élevées en allergènes dans l’encre des stylos-billes effaçables Pilot ‘Kleer’ noirs et des stylos-roller Pilot ‘Frixion medium’ bleus.